# Lista de parques nacionais do Quênia
O sistema de parques nacionais do Quênia é mantido pela Kenya Wildlife Service. Parques nacionais e reservas, incluso Marinha (parques marinhos e reservas marinhas).

## Parques nacionais
- Parque Nacional de Aberdare
- Parque Nacional de Amboseli
- Parque Nacional de Arabuko Sokoke
- Parques Nacionais da Hells Gate e Mount Longonot
- Parque Nacional de Kora
- Parque Nacional do Lago Nakuru
- Parque Nacional de Marsabit
- Parque Nacional de Meru
- Parque Nacional e Floresta Natural do Monte Quénia
- Parque Nacional do Monte Elgon
- Parque Nacional de Nairóbi
- Parque Nacional de Ol Donyo Sabuk
- Parque Nacional de Ruma
- Parque Nacional de Saiwa Swamp
- Parque Nacional de Sibiloi
- Parque Nacional de Tsavo East
- Parque Nacional de Tsavo West

## Reservas
- Reserva Nacional de Arawale
- Reserva Nacional de Boni
- Reserva Nacional de Dodori
- Reserva Nacional da Floresta de Kakamega
- Santuário de Kisumu Impala
- Reserva Nacional de Samburu
- Reserva Nacional de Buffalo Springs
- Santuário do Elefante Mwaluganje
- Reserva Nacional de Shimba Hills
- Reserva Nacional de Masai Mara
- Reserva Nacional de Mwea
- Reserva Florestal de Witu (Reserva Florestal de Utwani)

## Parques marinhos e reservas
- Reserva Nacional de Kiunga Marine
- Parque Nacional Marinho de Kisite-Mpunguti
- Parques e Reservas de Malindi/Watamu
- Parque Nacional Marinho e Reserva de Mombasa
- Reserva Marinha Nacional de Mpunguti
- Reserva de Tana Delta